# Радіозв'язок

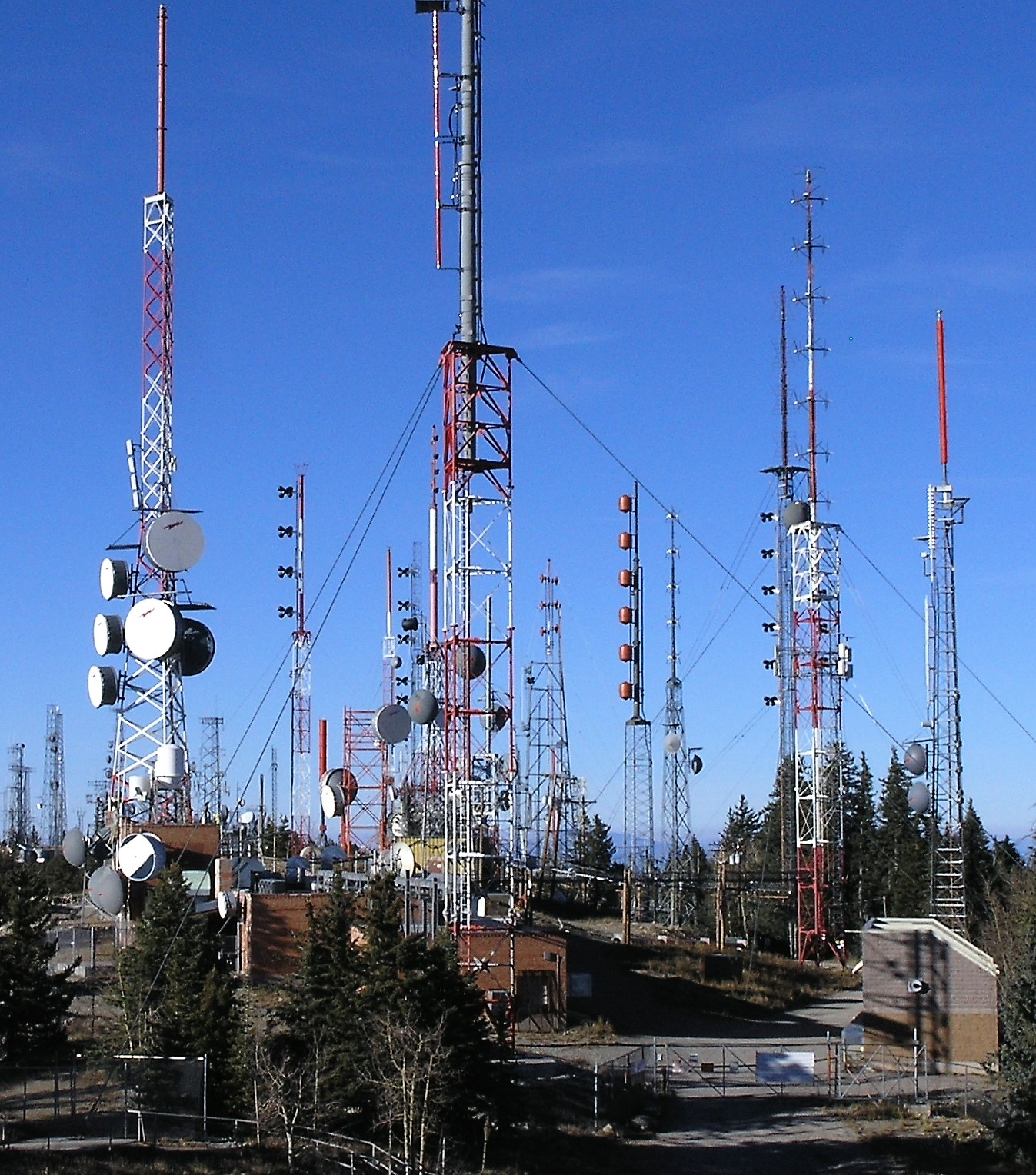
Різноманітні радіо антени.

Радіозв'яз́ок — різновид зв'язку, у якому носієм інформації є радіохвилі.

## Частотні діапазони
Частотна сітка, використовувана у радіозв'язку, поділяється на діапазони:
- Довгі хвилі (ДХ) — f = 150—450 кГц (λ = 2000—670 м)
- Середні хвилі (СХ) — f = 500—1600 кГц (λ = 600—190 м)
- Короткі хвилі (КХ) — f = 3-30 МГц (λ = 100-10 м)
- Ультракороткі хвилі (УКХ) — f = 30 МГц — 300 МГц (λ = 10-1 м)

В залежності від діапазону радіохвилі мають свої особливості та закони розповсюдження:
- ДХ сильно поглинаються іоносферою, основне значення мають приземні хвилі, які розповсюджуються, огинаючи землю. Їх інтенсивність по мірі віддалення від передавача зменшується порівняно швидко.
- СХ сильно поглинаються іоносферою вдень, район їх дії визначається приземною хвилею, ввечері добре відбиваються від іоносфери і район дії визначається відбитою хвилею.
- КХ розповсюджуються виключно відбиттям від іоносфери, тому навколо передавача існує т. з. мертва зона. Вдень краще розповсюджуються більш короткі хвилі (30 МГц), вночі — більш довгі (3 МГц). Короткі хвилі можуть розповсюджуватися на великі відстані при малій потужності передавача.
- УКХ розповсюджуються в ідеальних умовах по прямій як світло. При проходженні УКХ через іонізовані ділянки атмосфери (грозова активність, магнітні бурі на Сонці)вони зазнають менших втрат і радіозв'язок може відбуватися на більші відстані.

## Розповсюдження радіохвиль
Розповсюдження радіохвиль від джерела до приймача може відбуватися декількома шляхами одночасно. Таке розповсюдження має назву багатопроменевістю. Як наслідок багатопроменевості та зміни параметрів середовища, виникають завмирання (англ. fading) — зміна рівня отримуємого сигналу у часі. При багатопроменевості зміна рівня сигналу відбувається внаслідок інтерференції, тобто у точці прийому електромагнітне поле є сумою зміщених у часі радіохвиль одного й того ж сигналу.

### Особливі ефекти
- ефект антиподів — радіосигнал може добре прийматися в точці Землі, приблизно протилежній передачі

Описані приклади:
- - радіозв'язок Е.Кренкеля (RAEM), що знаходився на Землі Франца-Йосифа з Антарктикою (WFA)
  - радіозв'язок плоту Кон -Тікі (місцезнаходження приблизно 6° п.ш., 60° з.д.) з Осло, радіопередавач з вихідною потужністю 6 Ватт
- ехо від хвилі, яка обійшла Землю (фіксована затримка сигналу)
- рідко спостережуваний та маловідомий ефект LDE (Світове ехо, ехо з великою затримкою)

## Видирадіозв'язку
Радіозв'язок можна поділити на:
- ДХ-, СХ-, КХ- та УКХ-зв'язок без застосування ретрансляторів
- Супутниковий зв'язок
- Радіорелейний зв'язок
- Стільниковий зв'язок
- Транкінговий зв'язок